# Rosina Zornlin
Rosina Maria Zornlin (6 décembre 1795 - 22 mai 1859) est une auteur britannique d'ouvrages scientifiques. 

## Biographie
Rosina Zornlin naît le 6 décembre 1795 à Walthamstow (Essex, Angleterre) dans une famille littéraire. Son père est John Jacob Zornlin, un marchand londonien d'origine suisse. Sa mère, Elizabeth Alsager est une poète et la sœur de Thomas Massa Alsager, journaliste et manager du quotidien The Times. Sa sœur, Georgiana Zornlin, est une auteure et artiste. Invalide, Rosina passe la majeure partie de sa vie avec sa famille à Clapham, dans le Surrey. Elle est membre de la Clapham Microscopical Society.   

## Publications
Astronome amateur, elle publie deux articles dans The Philosophical Magazine sur les pluies de météores en 1839 et 1841 et l'un de ses articles intitulé On Heat and on the Indestructibility of Elementary Bodies à est lu à la British Association for the Advancement of Science en 1858.  
Zornlin publie également deux livres sur le récit biblique et un roman anti-catholique intitulé, La Chapelle catholique romaine, ou, paroisse de Lindenhurst en 1837. 
Beaucoup de ses œuvres, comme What Is a Comet, Papa? (1835, James Ridgway & Sons), The Solar Eclipse (1836, James Ridgway & Sons) et What is a Voltaic Battery? (1842, John Parker) sont écrits pour les enfants. Afin de rendre les idées scientifiques accessibles à ce public plus jeune, Zornlin adopte le "style familier'', un style littéraire qui utilise des lettres, des dialogues et des conversations, habituellement situé dans un cadre domestique. Les premiers livres scientifiques de Zornlin sont inspirés de phénomènes astronomiques de son époque, comme l'approche de 1835 de la comète de Halley et l'éclipse solaire de 1836 visible en Angleterre.   
Les autres livres de Zornlin sont destinés aux adultes ou à l'usage scolaire. Plusieurs d'entre eux se sont suffisamment bien vendus pour être réédités plusieurs fois comme Recreations in Geology, The World of Waters et Recreations in Physical Geography.
Son premier livre sur la géologie, Recreations in Geology, est publié en 1839 et a été fortement influencé par la théologie naturelle de William Paley.  
Elle publie en 1856, Physical Geography, for Families and Schools.  